# Bayerische Landesbank
Bayerische Landesbank (BayernLB) er en tysk bank og landesbank med hovedkvarter i München. Den er 75 % ejet af delstaten Bayern (igennem BayernLB Holding AG) og 25 % ejet af Sparkassenverband Bayern. Virksomheden blev etableret i 1972.